# Flaming (píseň)
„Flaming“ je skladba britské rockové skupiny Pink Floyd, která byla poprvé vydána v roce 1967 na jejich debutovém albu The Piper at the Gates of Dawn (v pořadí na desce čtvrtá). Téhož roku také vyšla v USA jako singl. Jedná se o píseň řazenou do psychedelického rocku či popu, napsal ji kytarista a zpěvák Syd Barrett, který ji také zpívá.

## Kompozice
Úvod písně je charakteristický zvukem pístové píšťaly, na kterou hraje baskytarista Roger Waters. Text pojednává o hře o dětských kamarádů, jejich lenošení na loukách s blatouchy a pampeliškami u řeky. Syd Barrett se zde inspiroval zážitky ze svého dětství, kdy právě takto utíkal společně se svou sestrou Rosemary odpočinout si od moderního světa na Grantchesterské louky v okolí Cambridge.

## Živé a alternativní verze
První doložený koncert, kde píseň „Flaming“ zazněla, odehráli Pink Floyd 12. května 1967 v londýnské Queen Elizabeth Hall v rámci svého speciálního vystoupení Games for May. Poté, co v první polovině roku 1968 odešel ze skupiny Syd Barrett, kterého nahradil David Gilmour, již kapela tuto skladbu hrála méně často. Poslední zaznamenaný koncert, v jehož setlistu se nacházela, se konal 27. listopadu 1968 v anglickém Newcastlu-under-Lyme. Živé verze dosahovaly i pěti minut a uprostřed obsahovaly delší instrumentální pasáž.
Originální verze nahraná pro album The Piper at the Gates of Dawn (vydáno 4. srpna 1967) měla délku 2 minuty a 46 sekund. Lehce odlišný mono mix skladby byl 6. listopadu téhož roku vydán jako třetí singl (katalogové číslo: Tower 378) skupiny v USA a zároveň první, který nevyšel ve Spojeném království. Nepočítaje box sety s celou deskou The Piper at the Gates of Dawn nebyla píseň „Flaming“ vydána na žádném kompilačním albu.

## Původní sestava
- Syd Barrett – kytara, zpěv
- Rick Wright – klávesy
- Roger Waters – baskytara, pístová píšťala
- Nick Mason – bicí, perkuse